# 奇納迪約沃

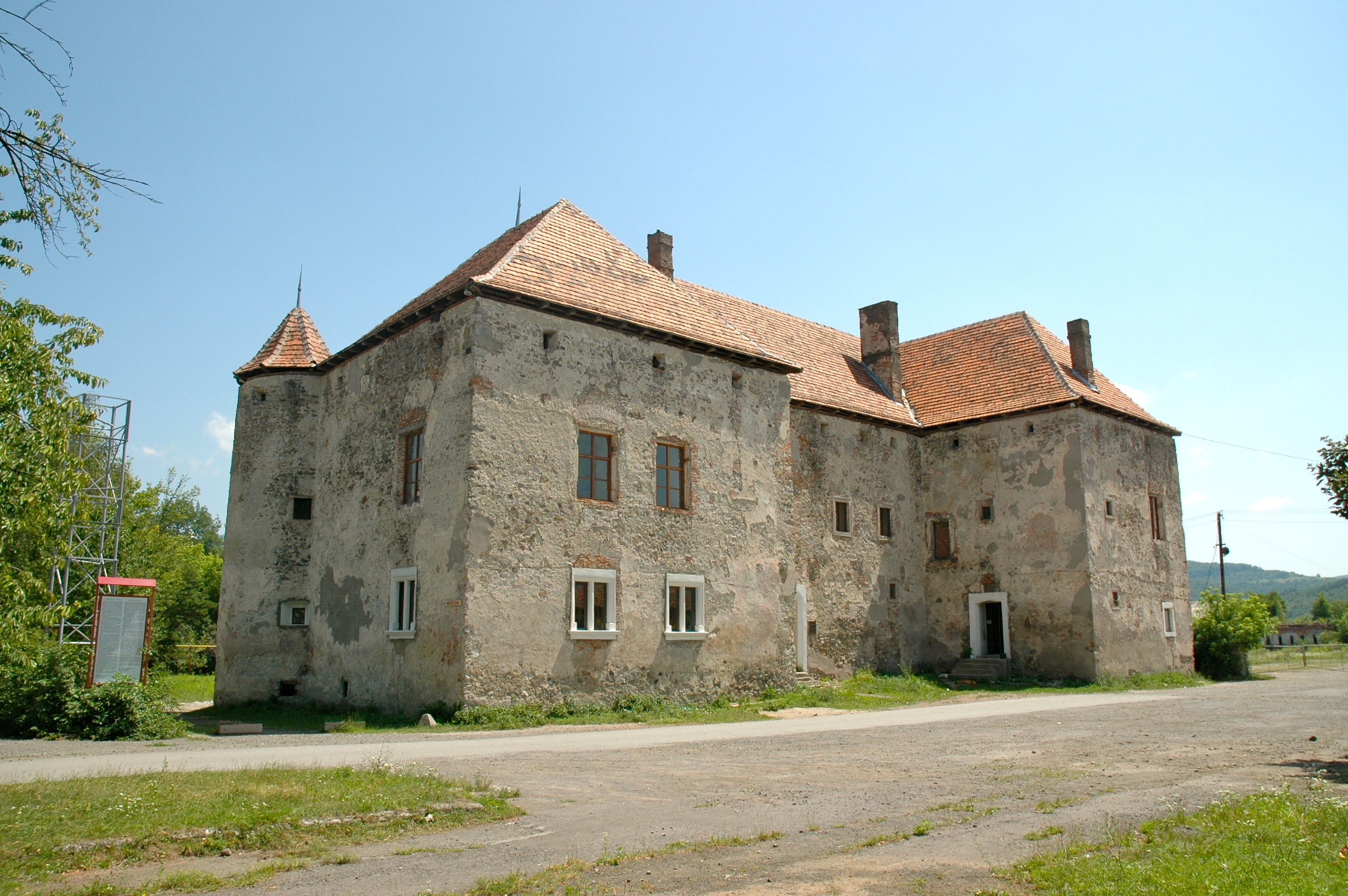
奇纳迪约沃城堡

奇納迪约沃（烏克蘭語：Чинадійово），是烏克蘭西部外喀爾巴阡州穆卡切沃區奇纳迪约沃市镇内的市級鎮及其行政中心。始建於1214年，面積6.82平方公里，海拔高度148米，2011年人口6,822，人口密度每平方公里1,000.3人。